# Евдокия
Евдоки́я (из др.-греч. Εὐδοκία, от εὐδοκία — «благоволение, любовь») — женское имя греческого происхождения. В европейских языках часто смешивается с именем Евдоксия, которое как собственно греческое есть иное имя — греч. Εὐδοξία («Благославная»).
Было популярно в России среди простых сословий; до XVIII века и среди высших.
Просторечные формы: Авдотья, Евдокея. На Украине и в Беларуси — Явдоха.

## История имени
Имя появилось в Византии. На Руси имя получило своё распространение вместе с христианством. В народе переиначили имя, оно стало звучать как — Овдотья (Авдотья).
- Святая Евдокия Илиопольская
- Великая княгиня Московская Евдокия Дмитриевна

## Производные формы
Ева, Евдокиюшка, Евдя, Евдоня, Доня, Дона, Доняха, Доняша, Евдося, Дося, Евдоха, Евдоша, Доша, Евдуня, Дуня, Дуняра, Дунятка, Дуняха, Дуняша, Евдуша, Душа, Авдотьюшка, Авдотька, Авдоня, Авдоха, Авдоша, Авдуля, Авдуся, Дуся.